# Bertil "Bebben" Johansson

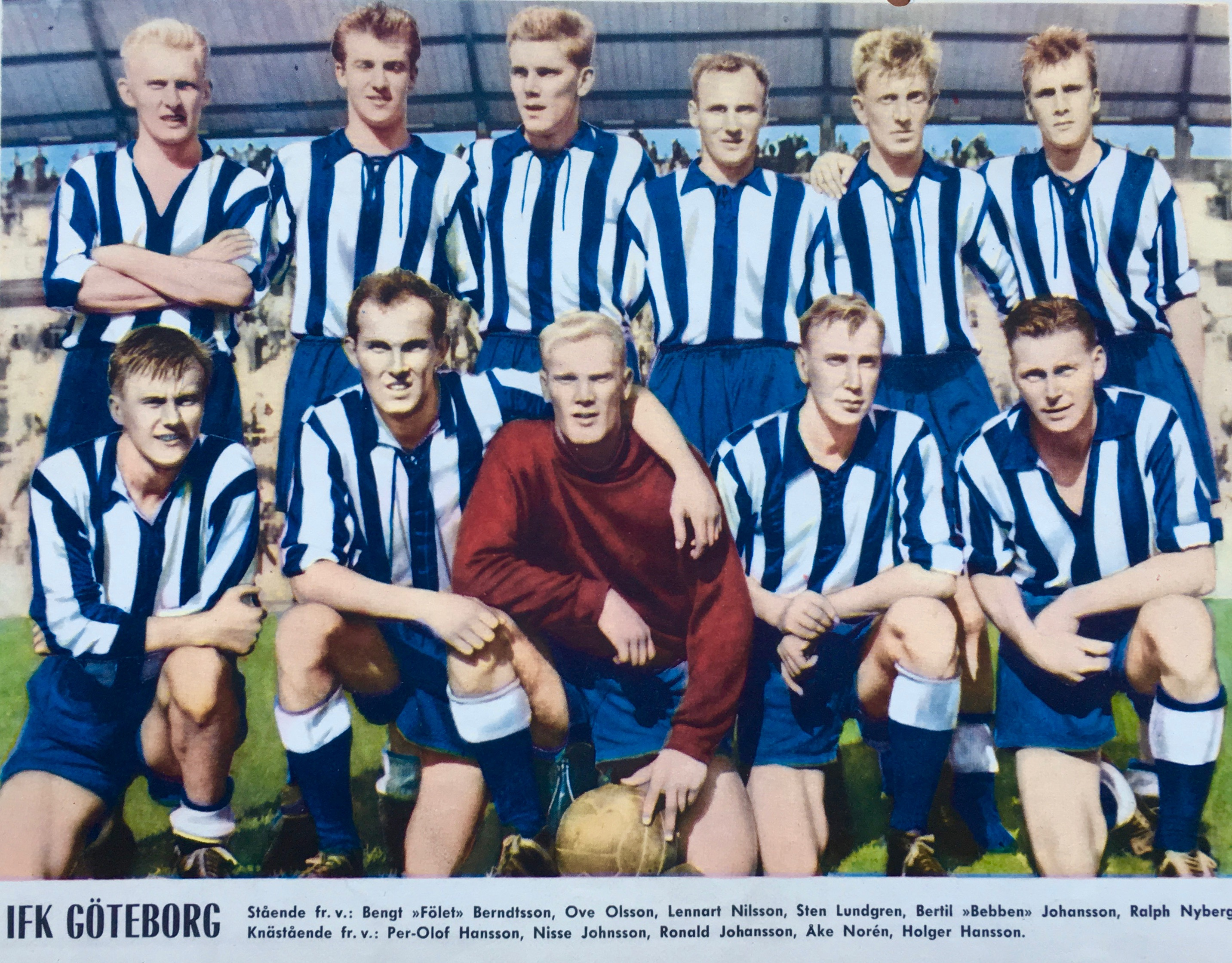
IFK Göteborgs vinnande lag i Allsvenskan 1958, med Bertil "Bebben" Johansson (stående andra fr. h.).

John Bertil "Bebben" Johansson, född 22 mars 1935 i Gamlestaden i Göteborg, död 5 maj 2021 på Hönö i Öckerö kommun, var en svensk fotbollsspelare (anfallare), av många ansedd som en av IFK Göteborgs mest betydande spelare genom tiderna.
"Bebben" var stor publikfavorit på Ullevi under 1950- och 1960-talen då han sågs som en stor lirare och fotbollsartist. Med det som grund benämndes den 17-årige världsstjärnan Pelé under VM 1958 av göteborgarna skämtsamt som "den svarte Bebben". 
Johansson är en del av en exklusiv skara (tillsammans med Erik Hjelm, Stefan Rehn och Jonas Olsson) som vunnit SM-guld med IFK Göteborg både som spelare och tränare. I Johanssons fall vanns gulden säsongerna 1957/58 och 1969.
Johansson spelade under åren 1958–1963 sammanlagt fyra landskamper.

## Biografi

### Bakgrund
Bertil Johansson växte först upp i Olskroken, innan familjen flyttade till Sävedalen. Smeknamnet "Bebben" kommer från att han som liten inte kunde uttala "Bertil" och hans syster tyckte då att han sa just "Bebben". Johansson började som junior att spela fotboll för Sävedalens IF och togs då ut i stadslaget och ungdomslandslaget. De följande åren växte han i sitt fotbollsspel och tog också plats i Sävedalens A-lag 1951–1954.

### Med IFK Göteborg
När Johansson var 20 år gick han till IFK Göteborg och debuterade där i Allsvenskan den 27 maj 1955 i en match mot Gais. Bollbegåvningen "Bebben" var aktiv även under vinterhalvåret då han spelade handboll med Redbergslids IK.
"Bebben" var en dribbler, framspelare och playmaker men anses också ha varit ojämn i sitt spel. Trots det levererade han ändå en strid ström med mål och blev delad skyttekung med Henry Källgren i Allsvenskan 1957/58 (27 gjorda mål) och ensam skyttekung i säsongen 1961 (20 mål). Totalt blev det 162 mål på 267 matcher i Allsvenskan för IFK Göteborg och med det är han näste efter Svarte Filip Johansson klubbens meste målskytt i Allsvenskan genom tiderna. Johansson debuterade år 1958 i landslaget och kom fram till 1963 att spela fyra A-landskamper.

### Karriär som tränare
År 1969 tog IFK, efter två niondeplatser 1967 och 1968, SM-guld för första gången på elva år med "Bebben" Johansson som tränare. Laget spelade en enkel fotboll, av Johansson lanserad som "bonnfotboll". Men redan året därpå åkte man ur Allsvenskan och "Bebben" och Rune Emanuelsson tvingades bort från tränarposten efter att en majoritet av spelarna uttalat sig för tränarbyte.
"Bebben" blev långt senare tränare för sitt lag från juniortiden, Sävedalens IF, åren 1982–1987, och har därefter även fungerat som ledare i handbollsklubben IK Sävehof.

### Övriga aktiviteter
I yrkeslivet Johansson var anställd som pannplåtslagare på Götaverken där han också spelade handboll i korpen för "GV pannbyggare". I slutet av sin levnad bodde han på Hönö med sin fru Solveig.

## Betydelse
Jämsides med Torbjörn Nilsson och Gunnar Gren tillhör "Bebben" de riktigt stora inom Göteborgsfotbollen och har i dag status som legendar bland IFK Göteborgs fans. Detta beläggs exempelvis av att han figurerar i Schytts kampsång "Heja Blåvitt" med textraden "Vi skall minnas Bebben Johansson i alla våra dar", men också av de många historier kring liraren "Bebben". Bland annat nämns tillfället då Pelé under VM i fotboll 1958 charmade världen med sitt storspel och då av göteborgarna skämtsamt beskrevs som "den svarte Bebben".
En klassisk bild på Johansson, som definierar honom som liraren som tog fotbollen med en klackspark och inte alltid var så effektiv, är när han lite nonchalant och drömmande står lutad mot en hörnflagga.